# Wilfredo Peláez
Wilfredo Peláez, född 27 oktober 1930 i San José de Mayo i Uruguay, död 23 maj 2019 i Montevideo, var en uruguayansk basketspelare.
Peláez blev olympisk bronsmedaljör i basket vid sommarspelen 1952 i Helsingfors.